# Rocco van Rooyen
Rocco van Rooyen (ur. 23 grudnia 1992) – południowoafrykański lekkoatleta specjalizujący się w rzucie oszczepem.
W 2010 zajął szóste miejsce podczas mistrzostw świata juniorów, a w kolejnym sezonie zdobył złoty medal juniorskich mistrzostw Afryki. Szósty zawodnik igrzysk Wspólnoty Narodów (2014). Złoty medalista mistrzostw RPA.
Rekord życiowy: 85,97 (27 lutego 2021, Parow).

## Osiągnięcia
| Rok  | Impreza                     | Miejsce        | Pozycja           | Wynik |
| ---- | --------------------------- | -------------- | ----------------- | ----- |
| 2010 | Mistrzostwa świata juniorów | Moncton        | 6. miejsce        | 74,13 |
| 2011 | Mistrzostwa Afryki juniorów | Gaborone       | 1. miejsce        | 75,72 |
| 2014 | Igrzyska Wspólnoty Narodów  | Glasgow        | 6. miejsce        | 76,84 |
| 2014 | Mistrzostwa Afryki          | Marrakesz      | 6. miejsce        | 75,41 |
| 2015 | Mistrzostwa świata          | Pekin          | el. – 28. miejsce | 75,55 |
| 2016 | Igrzyska olimpijskie        | Rio de Janeiro | el. – 24. miejsce | 78,48 |
| 2017 | Mistrzostwa świata          | Londyn         | el. – 30. miejsce | 74,02 |
| 2021 | Igrzyska olimpijskie        | Tokio          | el. – 23. miejsce | 77,41 |